# Ptinus palliatus
Ptinus palliatus is een keversoort uit de familie klopkevers (Ptinidae). De wetenschappelijke naam van de soort werd in 1847 gepubliceerd door Jean Pierre Omer Anne Édouard Perris.